# Ходжсон, Уильям Хоуп
Уи́льям Хоуп Хо́джсон (англ. William Hope Hodgson, 15 ноября 1877, Блэкмор-Энд, Эссекс — 19 апреля 1918, Ипр) — английский писатель.

## Биография
Сын англиканского священника, второй из 12 детей, трое из которых умерли в младенчестве (тема, которая потом не раз возникала в прозе писателя). Отец многократно менял приходы, семья путешествовала с ним по всей стране. Уильям мечтал стать моряком и даже в 1885 году убежал из дома, но был возвращен, и отец пообещал ему, что он будет учиться на юнгу. Вскоре отец умер, семья без него обеднела. Уильям два года проучился на моряка торгового флота в Ливерпуле, получил диплом и несколько лет проплавал. В 1899 покинул флот, открыл частную школу физической культуры, которая действовала до 1904 года, выступал как культурист.
В ходе Первой мировой войны был в 1915 призван в артиллерию и через несколько лет убит снарядом в бою под Ипром.

## Творчество
C 1901 года начал публиковать в прессе статьи о физической культуре, а затем фантастические и детективные рассказы с элементами оккультизма (первый — «Богиня смерти», 1904), в 1905 году выпустил первую книгу. Его фантастическим романом «Дом в пограничье» (1908) восхищался Лавкрафт. В 1909 году появился роман ужасов Ходжсона «Призраки-пираты», в 1912 — «Ночная земля». Под влиянием "психо-детектива" Джона Сайленса, героя серии новелл Элджернона Блэквуда, создал сквозного персонажа, оккультного детектива и охотника за призраками Томаса Карнаки, предвосхитившего героев Жана Рэ и Сибери Квинна; новеллы с его участием («Свистящая комната») Альфред Хичкок включал впоследствии в свои сборники фантастической хоррор-новеллистики.

## Наследие
В последние десятилетия романы и новеллы Ходжсона не раз переизданы в Великобритании и США, а в 2013-2015 гг. были изданы и в России, переведены на многие языки мира, включая японский. Фильм Матанго (Нападение людей-грибов, 1963) по новелле Ходжсона Голос в ночи снял японский режиссёр Исиро Хонда.

## Публикации последних лет
- Out of the Storm: Uncollected Fantasies (1975)
- The Haunted «Pampero» (1992)
- Terrors of the Sea (Unpublished and Uncollected Fantasies) (1996)
- The Boats of the «Glen Carrig» and Other Nautical Adventures: The Collected Fiction of William Hope Hodgson Volume 1 (2004)
- The House on the Borderland and Other Mysterious Places: The Collected Fiction of William Hope Hodgson Volume 2 (2004)
- The Ghost Pirates and Other Revenants of the Sea: The Collected Fiction of William Hope Hodgson Volume 3 (2005)
- The Night Land and Other Romances: The Collected Fiction of William Hope Hodgson Volume 4 (2005)
- Adrift on The Haunted Seas: The Best Short Stories of William Hope Hodgson (2005)
- The Lost Poetry of William Hope Hodgson (2005)
- The Wandering Soul: Glimpses of a Life: A Compendium of Rare and Unpublished Works (2005)
- The Dream of X and Other Fantastic Visions: The Collected Fiction of William Hope Hodgson Volume 5 (2009)